# براندون مايرز
براندون مايرز (بالإنجليزية: Brandon Myers)‏ هو لاعب كرة قدم أمريكية أمريكي، ولد في 4 سبتمبر 1985 في برايري سيتي في الولايات المتحدة.

## وصلات خارجية
- براندون مايرز على موقع مرجع كرة القدم المحترفة.كوم (الإنجليزية)